# Heterorhachis
Heterorhachis  es un género monotípico de plantas con flores en la familia de las asteráceas. Su única especie: Heterorhachis aculeata, es originaria de Sudáfrica.

## Descripción
Es un arbusto, con ramas muy frondosas en la cumbre, pubescente (no lanosa), las hojas muy rígidas,  pubérulas en ambos lados, los segmentos superiores pinnatisectos, con 2-3 pares,  con márgenes reflexos, lanceoladas, acuminadas,  en términos generales oblonga, cóncava, mucronada. Muy similar a 	
Berkheya palmata en el follaje y el aspecto general, pero sin pelusas, con hojas más bien amplias, y especialmente que difieren en la forma.

## Taxonomía
Heterorhachis aculeata fue descrita por (Burm.f.) Roessler y publicado en Mitt. Bot. Staatssamml. München iii. 313 (1959).
Sinonimia
- Berkheya eryngiifolia Less.
- Berkheya palmata (Thunb.) Willd.
- Berkheya pinnata (Thunb.) Less.
- Carlina aculeata Burm.f.
- Crocodilodes eryngiifolium (Less.) Kuntze
- Crocodilodes palmatum (Thunb.) Kuntze
- Crocodilodes pinnatum (Thunb.) Kuntze
- Heterorhachis spinosissima Sch.Bip. ex Walp.
- Rohria palmata Thunb.
- Stobaea pinnata Thunb.